# Pawina Thongsuk
Pawina Thongsuk (tajski ปวีณา ทองสุก, ur. 18 kwietnia 1979) – tajska sztangistka. Złota medalistka olimpijska z Aten.
Zawody w 2004 były jej drugimi igrzyskami olimpijskimi, debiutowała w 2000. W Atenach zdobyła złoto w wadze do 75 kg. Była medalistką mistrzostw świata i zawodów o randze kontynentalnej. Była mistrzynią świata w 2002 i 2005. W 2002 zajmowała drugie miejsce na igrzyskach azjatyckich, w 2006 triumfowała w tych zawodach.